# 卡利尼夫卡 (皮先卡區)
48°13′1″N 28°39′19″E / 48.21694°N 28.65528°E

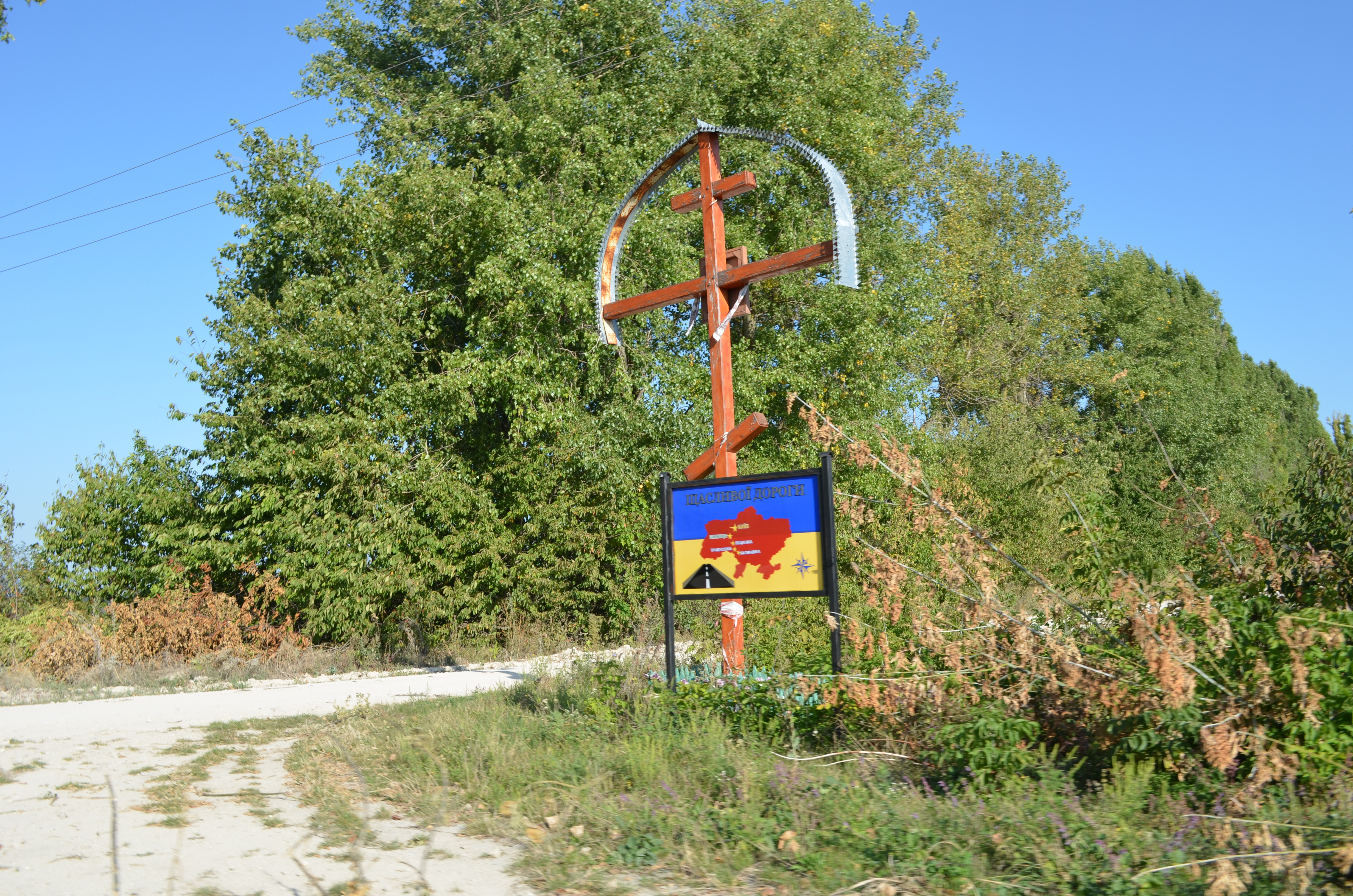

卡利尼夫卡（烏克蘭語：Калинівка），是烏克蘭的村落，位於該國西南部文尼察州，由圖利欽區負責管轄，始建於1904年，面積0.15平方公里，海拔高度182米，2001年人口38，人口密度每平方公里256.76人。